# Љуковско језеро
Љуковско језеро, познато и као Јарковачко језеро, смештено је западно од села Јарковци, општина Инђија. Од центра општине је удаљено 4 километра. Језеро је изграђено 1976. године преграђивањем долине потока Љуково браном дужине 190 и висине 12 метара. Максимална дубина језера износи 10 метара (код бране), док је језеро дуго око 2 километра и широко око 300 метара. Захвата површину од око 35 хектара, а запремина језера износи 1.000.000 кубних метара. Језеро се користи за наводњавање ораничних површина, за снабдевање индустријских погона техничком водом, а као рибњак се користи за лов и риболов.